# Mariano Marzo Carpio
Mariano Marzo Carpio   (Carmona, 1951) és un geòleg expert en geologia del petroli.
Actualment és professor emèrit a la Universitat de Barcelona, d'on fou catedràtic d'estratigrafia i geologia històrica. És el director de la càtedra "Transició energètica UB-Fundación Repsol" a la mateixa universitat. També és membre del consell d'administració i president de la Comissió de Sostenibilitat de Repsol.
Ha publicat més de 150 articles a revistes científiques i editat o coeditat 15 volums temàtics. Ha estat membre de diversos consells editorials de revistes de gran prestigi internacional, com "Basin Research", "Geology" i "Sedimentology". Des del 2005, la seva activitat investigadora s'inscriu a l'Institut de Recerca Geomodels de la UB.
Ha treballat a Europa, als Estats Units, a Amèrica del Sud, al Pròxim Orient i al Nord d'Àfrica. És membre de l'American Association of Petroleum Geologists (AAPG) i de l'European Association of Petroleum Geoscientists & Engineers.
És membre de la Reial Acadèmia de Ciències i Arts de Barcelona, director de la Secció 4 de Ciències de la Terra.